# Fuerzas Armadas de la República de Nóvgorod
Fuerzas Armadas de la República de Nóvgorod hace referencia a las instituciones militares de la República de Nóvgorod, originalmente el ejército de Nóvgorod era parte de las fuerzas armadas en la Rus de Kiev, y se destacó como resultado de la formación de la República de Nóvgorod y el colapso del estado en Kiev.

## Estructura
El ejército de Nóvgorod se dividió en dos partes principales: la primera estaba formada por novgorodianos, la segunda, por extranjeros, llamados "Shestniki".

### Milicia popular
La milicia se suele convocar temporalmente para la defensa local o en caso de emergencia. Sin embargo, la milicia participó a menudo en campañas. De hecho, según la Primera Crónica de Nóvgorod, la milicia participó en campañas con más frecuencia que los príncipes.
La decisión de reunir la milicia y participar en campañas se tomaba en un veche, además, los mismos participantes del veche componían la milicia de Novgorod. La milicia, de ser necesario, podría estar compuesta por todos los residentes libres de Novgorod, incluido el clero; sólo las mujeres, niños y monjes estaban exceptuados.  Las tropas más eficientes y mejor armadas eran los oficiales terratenientes llamados  ognischane, los soldados profesionales que por alojarse en la gridnitsa se los conocía como gridni  y los kuptsi o comerciantes. 
Las armas y los caballos podían salir del tesoro de la ciudad a expensas de los ciudadanos adinerados. Los que se negaban a servir eran castigados. 
Además de los reclutados por orden del veche había lugar para los voluntarios, llamados cazadores o "gente ansiosa". En el siglo XIII se produce una estratificación y, según el grado de amenaza, se podría reunir o a "personas superiores" (las más cualificadas para el combate); o a todos los habitantes de Nóvgorod, incluidos los ciudadanos pobres; o bien a toda la tierra de Nóvgorod (milicias de Novgorod, Pskov, Ladoga, etc.). El tamaño de la milicia podría ser muy significativo: en 1215, se mencionan más de 2000 novgorodianos. En los siglo XII-XIV el número de milicianos de toda la región de Novgorod alcanzaba entre cinco a diez mil personas.

### Guerreros profesionales
La parte profesional del ejército estaba formada por aquellos guerreros que participaban regularmente en campañas y consideraban los asuntos militares como una fuente de ganancias. La primera mención de ellos se refiere a 1014, donde se habla de la emisión de 1000 grivnas a la gridnitsa de Novgorod. Los gridni eran tanto guerreros profesionales de Novgorod como contratados de otras tierras. En 1169, se mencionó una druzhina de Novgorod de 400 personas.
Los guerreros que estaban en los destacamentos que recaudaban tributos se llamaban kmeti u otroki y eran guerreros profesionales de Novgorod. Los alguaciles eran otro tipo de profesionales. En la carta de la corte de Novgorod del siglo XV se les llama sophianes y podrían formar la guardia personal del arzobispo de Novgorod, y en ciertas operaciones militares desempeñan el papel de liderazgo, donde se les llama "gente dominante". Por lo tanto, los soldados profesionales tanto del primer como del segundo tipo eran un séquito armado de nobles novgorodianos y autoridades eclesiásticas. Al mismo tiempo, también había soldados profesionales que sirvieron directamente en Novgorod. Incluían guarniciones, las cuales estaban constantemente abastecidas de alimentos, generalmente a expensas de la población del entorno local. 
Los molodtsi  y los ushkuiniki no formaban parte de estos grupos. Se organizaban y llevaban a cabo incursiones militares o de saqueo de forma independiente. En algunos casos, participaron arbitrariamente en guerras, causando daños al enemigo. Los "molodtsi" también incluían destacamentos de voluntarios, encabezados por los voivodas de Novgorod, que hacían campañas militares. En los siglos XIV-XV, debido a varias razones, una de las cuales es el desarrollo del comercio y la artesanía, el servicio militar se vuelve cada vez menos rentable, los habitantes de Novgorod pierden gradualmente sus habilidades militares y la efectividad de combate de la mayoría del ejército de Novgorod cae.

### Shestniki
Los ejércitos aliados invitados por un tiempo también eran llamados shestniki, pero esto era raro. En contraste, casi constantemente en la composición del ejército de Novgorod había destacamentos de shestniki, dirigidos por el kniaz. Los propios habitantes de Novgorod podían invitar y expulsar a los príncipes, lo que hacían con bastante frecuencia; por ejemplo, de 1095 a 1304, los príncipes de Novgorod cambiaron 58 veces. El príncipe con sus nobles guerreros realizaba campañas regularmente, organizando él mismo la provisión de sus tropas. Estos shestniki eran en su mayoría rusos ortodoxos de otros principados; los no rusos aceptaban la ortodoxia, como el príncipe Daumantas de Pskov, que llegó a Pskov desde Lituania en 1265 con 300 personas, soldados y familiares. El ejército personal del príncipe, que estuvo constantemente presente con él en Nóvgorod, era relativamente pequeño; por ejemplo, en 1471, para el rey polaco y príncipe lituano Casimiro IV Jagellón, se acordó un número de 50 personas en Gorodéts. El número de gridni en los siglos XII-XIII se estima en no más de 80 personas. Esta estimación se basa en la mención de la cantidad de 200 grivnas en una fuente, probablemente del siglo XIII, supuestamente pagada por los novgorodianos al príncipe con los nobles, y la mención de un salario de 2,5 grivnas a gridnis en cartas de corteza de abedul del siglo XII. La Primera Crónica de Pskov informa sobre una druzhina de unos 300 combatientes numerosa del kniaz Alexander Vasilyevich Czartoryski, que partió de Pskov a Lituania en 1456. En el siglo XIV, hubo una separación de las funciones políticas y militares de los kniaz, y para realizar funciones militares comenzaron a contratar kniaz asistentes, a quienes los novgorodianos asignaron ciertos vólost para que aportaran la kormeliye o salario en especie al kniaz. Si era necesario, estos kniaz dirigían no solo su propia corte, sino también la milicia de estos vólosts.

## Organización
A la cabeza de las tropas de Novgorod se colocaron voivodas de entre los boyardos de Novgorod, uno o más, según la situación. Por ejemplo, en 1411, durante una campaña contra la ciudad de Tiversk tomada por los suecos, había trece voivodas a cargo de los regimientos de Novgorod. Los comandantes en jefe eran elegidos en veche. El puesto más alto lo ocupaba un posádnik, seguido de los týsiatski. Eran designados por el veche y podían ser removidos. A menudo, la campaña de las tropas de Novgorod estaba encabezada por el kniaz. El kniaz y el posadnik, sin embargo, no participaban en todas las campañas; un týsiatski podría ocupar el puesto de jefe de la milicia y, más raramente, actuar como uno de los voivodas. Los novgorodianos en la campaña eran, por regla general, parte de un único regimiento. En algunos casos el ejército se dividía en varios regimientos. La estructura organizativa incluía la división en miles y centenas.
En los siglos XIII-XV, la base del ejército de Nóvgorod era la parte profesional de la milicia, montada y bien armada. A ellos se unieron guerreros semiprofesionales con caballos, armas y experiencia en combate. Todos ellos fueron divididos en cientos; y todas las centenas formaban mil, encabezadas por un týsiatski. Si es necesario, las milicias de los suburbios, dirigidas por voivodas, se unían a esta milicia. El ejército unido era comandado por un posadnik de Novgorod. En caso de peligro extremo, era necesario llamar al servicio de "peones", jóvenes pobremente armados. También eran dirigidos por un posadnik. Las guarniciones permanentes, los destacamentos de molodtsi y, en algunos casos, las milicias suburbanas que, por regla general, no emprendían una campaña general, actuaban de forma independiente, pero obedecían las órdenes del posadnik y el kniaz, quienes a menudo también nombraban allí a un voivoda.

## Logística
En tiempos de paz, la fuente de suministros era la población rural. Durante las campañas, se llevaban alimentos con ellos y también se extraía en territorio enemigo. Hay muchos casos en los que la falta de alimentos fue el motivo de la finalización fallida de la operación. Generalmente, el ejército se movía a caballo; cuando los peones participaban en campañas, en el caso de distancias cortas, marchaban a pie, y en el caso de distancias largas, a lo largo de los ríos en embarcaciones llamadas lodya, ushkúy y nasad. La mayoría de los caballos de Novgorod eran baratos, de Carelia o de Livonia; los novgorodianos nobles podrían usar caballos caros.

## Tácticas
Todo el ejército de Novgorod actuaba como parte de un regimiento que, cuando se disponía para la batalla, se dividía en varios batallones. El centro de cada uno de esos batallones era un estandarte, al lado del cual estaba el comandante. En varias batallas del siglo XIII y anteriores, el ejército de Novgorod, que usaba caballos para moverse, desmontaba para la batalla. En este caso los batallones podrían alinearse en formación de batalla, por ejemplo, en una columna rectangular. En las batallas de campo, los novgorodianos preferían atacar con todas sus fuerzas durante un ataque decisivo. Además, los habitantes de Novgorod en algunos casos intentaban atacar el campamento enemigo. En los siglos XIV-XV, el papel de la caballería en Novgorod aumentó significativamente, y solo la parte profesional de la milicia comenzó a participar en la mayoría de las campañas. Como resultado, todos los novgorodianos que podían comenzaron a luchar a caballo; una parte de infantería profesional insignificante de las tropas era llamado ejército embarcado, que consistía en molodtsi. Sin embargo, fueron los molodtsi quienes se convirtieron en los principales participantes en las hostilidades. En la segunda mitad del siglo XV las tropas no profesionales de la milicia se pasó a la caballería. Sin embargo, esta caballería conservó las viejas tácticas.